# Triarii
Triarii (sg. triarius) var en enhed i de romerske legioner under den tidlige Romerske Republik (enheden eksisterede ca. fra 509 f.Kr. - 107 f.Kr.). De bestod af legionens ældste og mest velhavende mænd, der derfor havde råd til at forsyne sig selv med udstyr af høj kvalitet. Triarii bar tunge rustninger af metal, store skjolde og var primært bevæbnet med lange spyd. De stod i tredje række af slaglinjen og blev betragtet som legionens elitesoldater.
Triarii blev typisk kun indsat i kamp som en sidste udvej, hvis de to forreste rækker (hastati og principes) ikke kunne bryde fjenden. Deres erfaring og dygtighed skulle sikre sejren, hvis alt andet fejlede. På grund af deres alder deltog de sandsynligvis ikke i lange felttog eller patruljering. Triarii blev ligesom de andre manipel-enheder (hastati og principes) udfaset efter de såkaldte "marianske reformer", som blev gennemført af Gajus Marius omkring 107 f.Kr.
Under den Camilluske Æra (omkring år 400-300 f.Kr.) kæmpede triarii i en tæt falanks-formation støttet af lette tropper. I de fleste slag blev triarii dog ikke brugt, fordi de lette tropper normalt besejrede fjenden, før triarii overhovedet blev indsat i kampene. De var tiltænkt som en afgørende kraft i slaget, hvilket gav anledning til det gamle romerske udtryk: "res ad triarios venit", der betyder "det kommer an på triarii", hvilket refererer til at kæmpe til det sidste.